# 벼락맞은 문방구
요장샘머리가발이야 !!
요장삼머리가발이야!!

## 개요
2006년 제작의 에일리언 샘 이후 7년 만에 제작한 어린이 판타지 드라마이다. 유진영 등 4명이 각본을, 김영기, 김종식 2명이 연출을 담당했다.
어느 초등학교 앞 문방구에 번개가 떨어진다. 그 때 초능력을 띤 문방구를 우연히 손에 넣게 된 초등학생 6인조가 탐정이 되어 활약하는 모습이 그려져 있다.
벼락맞은 문방구 2는 벼락맞은 문방구 2 천둥초의 비밀이다. 일부 시즌이 조선시대 배경이다.

## 등장인물
굵게 표시된 등장인물은 시즌 1, 2에 모두 등장했음을, 이탤릭체로 표시된 등장인물은 시즌 1에만 등장했음을, 일반 글씨체로 표시된 등장인물은 시즌 2에만 등장했음을 나타낸다.

### 벼락 문방구
| 배우   | 역할 이름 | 작품에서의 설정 등                                                   |
| 김기천 | 김기천    | 무뚝뚝하고 과묵한 성격의 문구점 주인. 정체는 미래에서 온 과학자이다. |
| 강예빈 | 강예빈    | 6인조에게 초능력을 주는 신비로운 존재.                               |
| 앤씨아 | 썬더키티  | 5인조에게 초능력을 주는 신비로운 존재.                               |

### 6인조 & 5인조
| 배우   | 역할 이름 | 작품에서의 설정 등 |
| 강한별 | 강한별    | 이 이야기의 주인공으로, 별명은 강코(강한별+코난). 이름보다 별명으로 더 많이 불린다. 탐정이 되는 것을 꿈꾸고 있다. 시즌 1에서는 시간의 흐름을 되돌릴 수 있는 요요를, 시즌 2에서는 비쳐진 사람이나 물건의 과거를 볼 수 있는 돋보기를 가진다. |
| 정다빈 | 정다빈    | 부유한 가정에서 태어나 아역이 되는 것을 꿈꾸고 있다. 시즌 1에서는 자신을 복제하는 분신 스티커 미래의 모습을 촬영할 수 있는 카메라, 시즌 2에서는 이름을 3번 부르면 그 사람으로 변신할 수 있는 망토를 가진다.                                |
| 양한열 | 양한열    | 비만으로 중신은 어른스럽다. 시즌 1에서는 개로 변하는 가면, 독심술을 사용할 수 있게 되는 모자, 시즌 2에서는 다른 사람을 단시간동안 웃기게 하거나 잠들게 하는 비눗방울을 가진다.                                                             |
| 김승찬 | 김승찬    | 우등생이고 수영 선수이기도 하다. 시즌 1에서 노크 버튼을 누르면 방귀가 나오는 샤프 펜슬, 시간을 멈추게 하는 팽이를 가진다. 시즌 2에서는 수영국가대표로 나가기 위해 미국으로 유학을 떠났다.                                                  |
| 정인서 | 정인서    | 태권도를 비롯한 온갖 무술을 한다. 시즌 1에서 고속으로 이동할 수 있는 신발과 동물과 대화할 수 있는 청진기를 가진다. 시즌 2에서는 부친의 사정에 따라 전학을 갔다.                                                                            |
| 김수영 | 김수영    | 댄스에 능숙한 전학생. 투명 인간이 될 수 있는 줄넘기를 가진다. 시즌 1에만 등장한다. |
| 홍태의 | 홍태의    | 시즌 2에서 등장한 전학생. UFO와 외계인을 좋아한다. 정의와 러브라인이 약간 있다. 시즌 2에서 다시 돌아온 문방구를 처음으로 발견해 순간이동을 할 수 있는 요요를 받는다.                                                                       |
| 노정의 | 노정의    | 시즌 2에서 등장한 전학생. 싸움 짱으로 시즌 1의 정인서 포지션이다. 우연히 벼락 문방구를 발견하고 썬더키티로부터 멀리 떨어진 물체나 상대를 파동으로 충격을 주는 글러브를 받는다.                                                             |

### 천둥초등학교
| 배우   | 역할 이름 | 작품에서의 설정 등 |
| 오경수 | 오경수    | 천둥초등학교의 교장으로 시즌 1에서는 과민성대장이라는 별명을 가졌으며, 대머리인 탓에 가발을 썼지만 김수영에게 들킨 후에는 그냥 벗고 다닌다. 시즌 2에서는 왕소심하지만 천둥초와 학생들을 사랑하는 캐릭터로 바뀌었다. |
| 박성광 | 박성광    | 양한열의 삼촌으로 함께 산다. 담임 교사이자 6인방이 속한 야외활동반 지도 교사이며, 수업 시간에 자는 것이 특징이다. 시즌 1에만 등장.                                                                                  |
| 장도연 | 장도연    | 교장 선생님의 오른팔이며 옆반 담임선생님이자 미술반 지도 교사이다. 박성광과 앙숙 관계이다. 시즌 1에만 등장. |
| 정지민 | 정지민    | 시즌 2에 새로 부임한 호랑이처럼 무서운 교감선생님이다. |
| 조윤호 | 조윤호    | 시즌 2에 새로 부임한 담임 교사이다. 허당끼가 있다. |
| 박소영 | 박소영    | 시즌 2에 새로 부임한 옆반 교사이다. 백치 끼가 있다. 교감 선생님의 오른팔이다. |

### 파파라치
- 한현민
- 이재형

## 설정
- 벼락 문방구: 시즌1에 나온다. 서울 종로구에 위치하고 있다.
- 벼락 미용실: 시즌 1 마지막 장면에 나온다.
- 천둥초등학교: 가공의 학교다. 시즌 2와 다르게 나온다.
- 한국문화일보: 시즌1에 나온다. 언론이다.
- 번개 탐정단(thunderbolt defective): 시즌1에 나온다. 다음 카페다.
- BCM(Broadcasting Company): 시즌 1에 나온다. 상암동에 있다. 실제 건물은 CJ E&M이다.
- M.I.B: 시즌 1에 나온다. 4명으로 구성된 남자아이돌(보이밴드)이다.
- 길주네 슈퍼: 시즌 2 1화에 나온다. 길주네 슈퍼 237-3412이다.
- 종서 경찰서: 시즌 2 4화에 나온다.

## 기타
- 시즌1 6화에 빠빠빠 노래가 나온다.
- 시즌1 6화에 북한 핵실험 장면이 나온다. 영상 오류다.
- 시즌1 6화에 경기도 파주시 지도가 나온다.
- 시즌1 6화에 M.I.B 금직카운트다운 4월 1주 1위가 나온다.
- 시즌1 7화에 다해줘 심부름센터가 나온다.
- 시즌1 8화에 꽃미남반점이 나온다.
- 시즌2 4화에 매작샤워박사 판매왕: 시즌2 4화에 나온다. M.S.B(Magic Shower Baksa)다. 슈퍼스타 박소영 회원이 소개했다.
- 시즌2 4화에 주호동 예림빌딩 12층이라는 문구가 나온다.
- 시즌2 4화에 종서동 1-150 신성빌딩 803호라는 문구가 나온다.
- 시즌2 5화에 영화 꼴지 스쿨이라는게 나온다.